# Toba Tek Singh
Toba Tek Singh es un municipio situado en el distrito de Toba Tek Singh, en la provincia de Punjab, Pakistán. Según el censo de 2017, tiene una población de 87 246 habitantes.
Es la capital del distrito y del tehsil homónimos.

## Historia
El tehsil (una subdivisión administrativa intermedia entre distrito y municipio) de Toba Tek Singh se formó en 1900, con la ciudad de Toba Tek Singh como sede y bajo el control administrativo del distrito de Jhang. Fue elevado a la categoría de subdivisión en 1930 y de distrito en 1982.
Después de la implementación de la ordenanza del Gobierno local de Punjab de 2001, la subdivisión sede recibió el estatus de tehsil. Posteriormente, en 2013, se le otorgó a la ciudad estatus municipal.